# Händelser på vägen
Händelser på vägen är en novellsamling skriven av Agnes von Krusenstjerna och utkom i tryck första gången 9 mars 1929. Den innehåller följande noveller:
- Det var en gång ett barn
- Eldbuketten
- Herr Lundholm är borta
- Den hemlighetsfulla fru Öbeck
- Landshövdingens trettondags bal
- Omkring gallret
- Fikon och dadlar
- Det ommålade huset
- Händelser i ett rum
- En kväll i ett värdshus
- Ett markisat
- Mordet

## Källa
- Krusenstjerna, Agnes von (1929). Händelser på vägen. Stockholm: Bonnier. Libris 1333350. http://hdl.handle.net/2077/33528
- Händelser på vägen fulltext hos Litteraturbanken
- Händelser på vägen på Projekt Runeberg